# Implex
Implexul este un termen folosit în genealogie, desemnând relația dintre numărul real de strămoși ai unei persoane și numărul teoretic de strămoși ai aceleiași persoane.
La fiecare schimbare de generație, numărul strămoșilor se dublează. Dacă se consideră că o generație durează cam 25 de ani (de la nașterea unei persoane până când ea are copii), o persoană născută în 1975 are opt strămoși născuți în 1900, 2.048 strămoși născuți în 1700, ..., 2.147.483.648 strămoși născuți în 1200, deși populația mondială nu a depășit un miliard de oameni decât în secolul XIX.
Diferența dintre numărul teoretic și numărul real de strămoși se explică prin existența căsătoriile între rude.
În mod tradițional oamenii și-au căutat parteneri în sânul grupului lor social, geografic sau familial — așa-numitul fenomen de endogamie — și această cerință a contribuit la scăderea numărului de strămoși ai unei persoane.
Implexul corespunzător generației X se calculează în felul următor:
(numărul teoretic de strămoși minus numărul real de strămoși)/numărul teoretic de strămoși
Implexul se exprimă sub formă de procent. Un procentaj ridicat exprimă un număr ridicat de căsătorii între strămoși înrudiți.
Copiii unui cuplu care sunt veri primari au un implex de 25% [(8 - 6)/8 = 2/8 = 25%].
Cel mai celebru caz de implex ridicat este regele Alfonso al XIII-lea al Spaniei care, la a XI-a generație (numărând persoana regelui ca prima generație), nu avea decât 111 strămoși reali, ceea ce rezultă într-un implex de (1024-111)/1024 = 89%.
Implexul se determină pentru o generație anume.
Implexul pentru o generație mai îndepărtată este în mod necesar mai mare sau egal cu implexul deja calculat.

## A se vedea și
- Genealogia regelui Mihai